# Petersroda
Petersroda ist ein Ortsteil der Stadt Sandersdorf-Brehna im Landkreis Anhalt-Bitterfeld in Sachsen-Anhalt, Deutschland.

## Geschichte
Petersroda war bis zur Eingemeindung am 1. Juli 2009 in die Stadt Sandersdorf-Brehna eine selbständige Gemeinde.
Der Ort gehörte bis 1815 zum kursächsischen Amt Bitterfeld. Durch die Beschlüsse des Wiener Kongresses kam er zu Preußen und wurde 1816 dem Kreis Bitterfeld im Regierungsbezirk Merseburg der Provinz Sachsen zugeteilt, zu dem er bis 1944 gehörte.

## Politik

### Bürgermeister
Die derzeitige Ortsbürgermeisterin ist Simone Engefehr.

### Wappen
Blasonierung: „In Gold ein grüner Frosch.“
Das Wappenbild des Frosches gründet sich auf ein von der Gemeinde Petersroda verwendetes Symbol, das einen Frosch darstellt und schon zu DDR-Zeiten Verbreitung fand. Es gibt die Legende, dass in Petersroda einst ein Kind lebte, das wie ein Frosch aussah und sich auch so bewegte. Auch gab es einen Froschbrunnen im Ort. Wahrscheinlicher ist die Herleitung des Wappenbildes aber aus der geografischen Tatsache, dass fünf bis sechs Teiche in der Gemarkung von Petersroda lagen/liegen, die im Frühjahr natürlich ein immenses Froschquaken von sich gaben.
Um keinen Identitätsverlust zur bisher verwendeten Symbolik zu schaffen, wurde das Wappenbild vom Magdeburger Kommunalheraldiker Jörg Mantzsch nach den Gepflogenheiten der heraldischen Stilistik grafisch umgesetzt und tingiert.
Der Schild des Wappens ist golden tingiert, wobei Gold in Bezug auf die Getreidefelder steht, die in früheren Zeiten Ernährungsgrundlage der Bewohner waren.

## Sehenswürdigkeiten

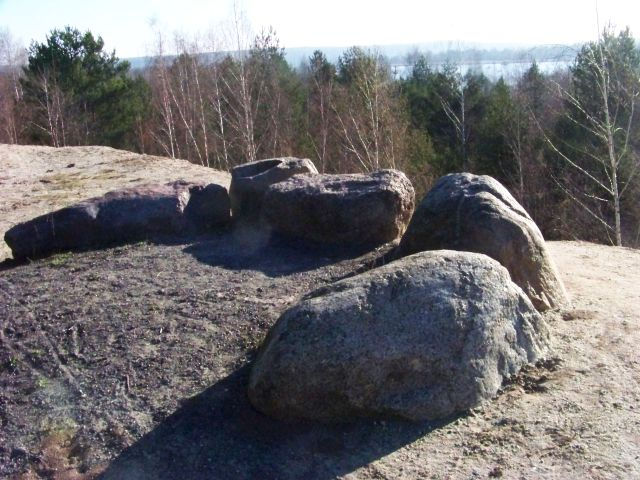
Vernässungsfläche östlich von Petersroda

### Bergbaufolgelandschaft
Nördlich und östlich des Ortsteils erstreckt sich ein Seen- und Waldgebiet als Bergbaufolgelandschaft des Bitterfelder Bergbaureviers (Tagebau Goitzsche). Die beiden nächstgelegenen Seen östlich von Petersroda sind der Neuhäuser See und der Ludwigsee (mit Badestelle). Direkt neben Petersroda befindet sich im Osten eine Vernässungsfläche, die zwar von der Fläche her mit dem Ludwigsee mithalten kann, aber noch nicht als eigenständiger See ausgewiesen wird.

### Gedenkstätte
- Gedenkstein von 1948 auf dem Ortsfriedhof für die Opfer des Faschismus

## Verkehr
Der Haltepunkt Petersroda liegt an der Bahnstrecke Trebnitz–Leipzig. Es verkehren wochentags im 30-Minuten-Takt, am Wochenende im 60-Minuten-Takt Züge der S-Bahn-Linie S 2 nach Leipzig Hauptbahnhof und Bitterfeld. Jeweils alle 120 Minuten gibt es umsteigefreie Verbindungen nach Dessau Hauptbahnhof und Lutherstadt Wittenberg Hauptbahnhof.